# Tarabas, un ospite sulla terra
Tarabas, un ospite sulla terra (Tarabas. Ein Gast auf dieser Erde) è un romanzo di Joseph Roth, che fu pubblicato da Querido Verlag, Amsterdam nel 1934 in tedesco. Precedentemente era uscito a puntate dal 26 gennaio al 16 marzo 1934, sul giornale antifascista "Pariser Tageblatt". Hesse lo considerava uno dei migliori romanzi di Roth.

## Trama
Nicholas Tarabas, un giovane russo, di buona famiglia, bello e imponente, preda delle passioni e di una furia incontrollabile, viene spinto dal suo carattere distruttivo, in un vortice di eventi che lo portano alla disperazione. Da giovane, una zingara gli aveva predetto che il suo destino sarebbe stato di diventare assassino e santo: «Io leggo nella sua mano che lei è un assassino e un santo». Si unisce a un gruppo rivoluzionario, che opera in Russia prima della prima guerra mondiale ma - in seguito a un attentato, di cui è accusato - viene costretto dal padre a lasciare la patria per andare in America, a New York. Un mondo alieno dove, in preda alla sua «indiscriminata passionalità» , Tarabas uccide un uomo, in un impeto di rabbia e gelosia, che di nuovo lo costringe alla fuga.
La prima guerra mondiale è iniziata, e Tarabas si unisce all'esercito russo. Torna a casa dove riceve una fredda accoglienza dalla propria famiglia. L'esercito diventa il suo unico rifugio. Raggiunto il rango di colonnello, terrorizza gli abitanti della città di Koropta, dov'è di stanza, accanendosi in particolare contro gli ebrei. Di tanto in tanto ricorda la predizione della zingara: ora che si è dimostrato un assassino, quando e come diventerà santo? A questo punto, dopo aver commesso l'ennesima atrocità, lascia le consegne al generale, Lokubeit e abbandona la divisa per fare il viandante e il penitente. Finita la guerra e consolidata la rivoluzione russa, torna a Koropta, che aveva terrorizzato da militare, con il desiderio di farsi perdonare per tutte le violenze commesse. Per espiare le proprie colpe, vive come un miserabile tra i miserabili. Dopo poco muore di stenti e malattia. Viene sepolto nel cimitero della città sotto l'epitaffio "colonnello Nicholas Tarabas, un ospite sulla Terra." Come un uomo che non è appartenuto a nessun luogo, in nessun tempo.

## Considerazioni
Tarabas è uno degli ultimi e più maturi romanzi di Roth, scritto quando viveva in esilio a Parigi, cinque anni prima di morire alcolizzato in ospedale. Come Roth, "l'eternamente immaturo Tarabas, a cui i sensi confondevano la testa, che si abbandonava agli eventi come arrivavano: all'omicidio, all'amore, alla gelosia, alla superstizione, alla guerra, alla crudeltà, all'ubriachezza, alla disperazione" si ritrova - alla fine della vita - solo e reietto.
Ma Roth non è convinto del libro e della sua riuscita. Nel 1933 comunica a Zweig: [...] Ora ho la precisa sensazione che il mio libro sia mal riuscito [...]; successivamente scrive al suo corrispondente svizzero Carl Seelig il 12 marzo 1934: il mio libro, che ho finito di scrivere a Rapperswill, non mi piace proprio più [...].
Con uno stile che si rifà ai realisti del XIX secolo, Roth riprende la saga dei grandi sconfitti, protagonisti di tanti suoi romanzi: i Giobbe, Tunda, Kargan, Trotta, resi impotenti ed emarginati dalla storia che, pur fatta da milioni di individui, li aggredisce, travolgendone le speranze e le identità individuali. Scritto da chi aveva conosciuto la follia della guerra e presagiva all'orizzonte i segni di nuovi conflitti, Tarabas sembra contenere, in gran parte, una meditazione sull'inutilità della violenza. Con una prosa semplice, che evita gli effetti grandiosi, sottolinea la psicologia del protagonista e delinea un ritratto fedele di una società già segnata dalla difficile convivenza tra ebrei e cristiani. Roth si concentra su una storia individuale, che vuole essere anche un'esplorazione delle profondità del cuore umano e delle sue grandi occasioni perdute, per ignoranza e indifferenza. Come l'autore, Tarabas e gli altri personaggi, incarnano uno spirito chiaroveggente che, anticipando tutto l'orrore della tempesta che si sta addensando sull'Europa, non trova altra via di redenzione che non sia l'autodistruzione.

## Citazioni
- "l'eternamente immaturo Tarabas, a cui i sensi confondevano la testa, che si abbandonava agli eventi come arrivavano: all'omicidio, all'amore, alla gelosia, alla superstizione, alla guerra, alla crudeltà, all'ubriachezza, alla disperazione" Adelphi, Tarabas, Traduzione di Luciano Fabbri
- "Io leggo nella sua mano che lei è un assassino e un santo". Ibidem
- "Il frate Eustachius tese l'orecchio, decise di porre sulla lapide di Tarabas l'iscrizione - COLONNELLO NIKOLAUS TARABAS UN OSPITE SU QUESTA TERRA" Classici Bompiani p. 602